# Allan Lüttecke
Allan Andreas Lüttecke Rascovsky (Santiago, Chile, 31 de enero de 1993) es un exfutbolista chileno. Jugaba como delantero y su último equipo fue Barnechea en la Primera División B de Chile.

## Vida personal
Vive con sus padres y sus 2 hermanas, estudió en el Deutsche Schule de Santiago donde fue parte del seleccionado de su colegio.
Es amigo de infancia del futbolista del Sporting de Lisboa, Diego Rubio desde Pre-Kinder en el Deutsche Schule, con quien mantiene una relación muy cercana. Actualmente y desde 2020, se inicia en el proceso de ser piloto comercial de aeronaves.

## Trayectoria
A los 11 años integró las filas de las divisiones inferiores de la Universidad Católica. Luego en la sub-12 anota a lo largo del campeonato 42 goles que lo convierten en uno de los delanteros más eficaces del campeonato.
Durante su participación en la serie sub-15 era muy habitual verlo jugar en categorías superiores como la sub-17 debido a sus grandes condiciones técnicas y físicas.
El 1 de octubre es citado para el partido frente a Cobreloa, en el cual entró en el minuto 74 reemplazando a Diego Opazo. El 21 de diciembre de 2011, previo al partido de vuelta de la semifinal Torneo Clausura 2011 el entrenador del primer equipo de la Universidad Católica, Mario Lepe, anunció que debido a las numerosas bajas por lesión y suspensión incluiría a Nicolás Castillo, Juan Pablo Gómez, Allan Luttecke, Santiago Dittborn y José Martínez. Todos jugadores de las divisiones inferiores. Debutó en el primer equipo de Universidad Católica durante la Copa Chile 2011.

## Estadísticas
- Actualizado al último partido disputado el 5 de agosto de 2017.

| Universidad Católica · Chile                                                 | 1.ª           | 2011          | 1  | 0 | 3  | 0 | 4  | 0 | 0.00 |
| Universidad Católica · Chile                                                 | 1.ª           | 2013-14       | —  | — | 1  | 0 | 1  | 0 | 0.00 |
| Universidad Católica · Chile                                                 | 1.ª           | 2014/15       | —  | — | 4  | 0 | 4  | 0 | 0.00 |
| Universidad Católica · Chile                                                 | Total club    | Total club    | 1  | 0 | 8  | 0 | 9  | 0 | 0.00 |
| Coquimbo Unido · Chile                                                       | 1.ª           | 2014-15       | 4  | 0 | —  | — | 4  | 0 | 0.00 |
| Coquimbo Unido · Chile                                                       | Total club    | Total club    | 4  | 0 | 0  | 0 | 4  | 0 | 0.00 |
| Unión La Calera · Chile                                                      | 1.ª           | 2015-16       | 5  | 0 | 2  | 0 | 7  | 0 | 0.00 |
| Unión La Calera · Chile                                                      | Total club    | Total club    | 5  | 0 | 2  | 0 | 7  | 0 | 0.00 |
| Barnechea · Chile                                                            | 1.ª           | 2016-17       | 19 | 4 | —  | — | 19 | 4 | 0.21 |
| Barnechea · Chile                                                            | 1.ª           | 2017          | 2  | 1 | 2  | 1 | 4  | 2 | 0.5  |
| Barnechea · Chile                                                            | Total club    | Total club    | 21 | 5 | 2  | 1 | 23 | 6 | 0.26 |
| Total carrera                                                                | Total carrera | Total carrera | 31 | 5 | 12 | 1 | 43 | 6 | 0.14 |
| (1) Incluye datos de Copa Chile. (2) No incluye goles en partidos amistosos. |               |               |    |   |    |   |    |   |      |

## Palmarés
| Título                   | Equipo                    | País  | Año  |
| ------------------------ | ------------------------- | ----- | ---- |
| Copa Chile               | C.D. Universidad Católica | Chile | 2011 |
| Copa de Campeones Sub-19 | C.D. Universidad Católica | Chile | 2013 |